# Isabelle Noth
Isabelle Noth (* 1967 in Bethesda) ist eine Schweizer evangelische Theologin.

## Leben
Nach dem Besuchs des Gymnasiums (1979–1985) in Bülach mit der Matura (Typus B mit Hebräisch) studierte sie von 1985 bis 1993 evangelische Theologie in Bern, Berlin und Tübingen. Nach der Ordination 1994 zur Pfarrerin / Verbi Divini Ministra (VDM) (Aufnahme ins Berner Ministerium), der Promotion 2003 und der Venia Legendi 2010 für das Gebiet Praktische Theologie an der Universität Zürich ist sie seit 2012 Professorin für Seelsorge, Religionspsychologie und Religionspädagogik an der Universität Bern.
Ihre Forschungsschwerpunkte sind Pastoral Care and Counseling, Spiritual Care, Seelsorge/Pastoralpsychologie, interkulturelle und -religiöse Seelsorge, Psychiatrie und Religion, Spiritualität und Gesundheit.

## Schriften (Auswahl)
- Ekstatischer Pietismus. Die Inspirationsgemeinden und ihre Prophetin Ursula Meyer (1682–1743). Göttingen 2005, ISBN 3-525-55831-7.
- Freuds bleibende Aktualität. Psychoanalyserezeption in der Pastoral- und Religionspsychologie im deutschen Sprachraum und in den USA. Stuttgart 2010, ISBN 978-3-17-021726-3.